# المسرح المصري (ديكالب، إلينوي)
المسرح المصري في ديكالب، إلينوي، الولايات المتحدة، هو مسرح إحياء مصري مدرج في السجل الوطني للأماكن التاريخية. تم بناء المسرح في عامي 1928 و 1929 كجزء من موجة أكبر بكثير من الافتتان القومي بمصر القديمة في جميع أنحاء الولايات المتحدة، ويرجع ذلك في جزء كبير منه إلى اكتشاف مقبرة توت عنخ آمون في عام 1922. وأضيف المسرح إلى السجل الوطني في عام 1978 وقاعة المحاضرات التي تضم 1430 مقعدًا هي الأكبر حاليًا في مقاطعة ديكالب.
تم تصميم المبنى من قبل المهندس المعماري إلمر ف. بيرنس، الذي كان مهتمًا بعلم المصريات. تعكس العمارة الداخلية والخارجية الرموز الثقافية المصرية. يعرض عمل الزجاج المعشق تصميمات مثل رع، إله الشمس المصري والجعران، وهو رمز مصري مقدس. تم هدم المبنى تقريبًا في السبعينيات، لكن جهود الترميم بقيادة الحفاظ على المسرح المصري (PET) أنقذت المبنى. يدير المسرح المصري موسمًا مدته 42 أسبوعًا مع ما يصل إلى 125 حدثًا سنويًا.

## تاريخ

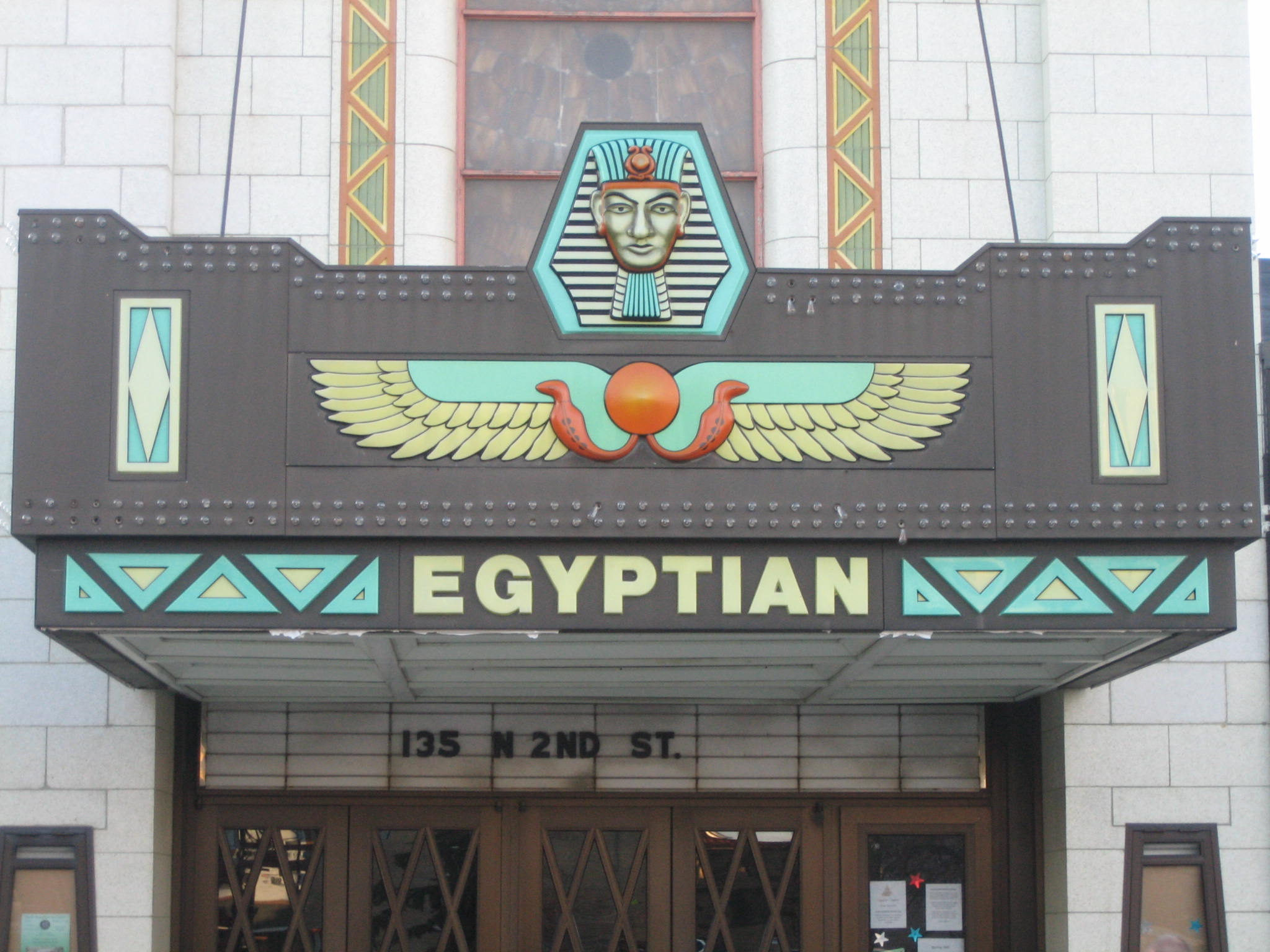
سرداق المسرح تم تركيبه عام 1982

عندما افتتح المسرح في عام 1929 (قبل 93 عامًا)، كان أحد المسارح المصرية العديدة المزعومة في جميع أنحاء الولايات المتحدة. من بين تلك المسارح المصرية، يعد مسرح ديكالب واحدًا من عدد قليل من المسارح التي لا تزال قائمة حتى عام 2019. في التصميم الأصلي، كان من المفترض أن يتم إرفاق مبانٍ إضافية بالمبنى الحالي، لكن لم يتم بناؤها أبدًا بسبب انهار سوق الأوراق المالية في أواخر عام 1929. على سبيل المثال، كان هناك فندق ملحق بالجانب الشمالي من المبنى. تخصص المسرح في أيامه الأولى في الأفلام الصامتة والعروض المسرحية الحية.
مع مرور العقود، أصبح المسرح أكثر تركيزًا على عروض الأفلام وظل كذلك طوال الأربعينيات والخمسينيات والستينيات. بحلول سبعينيات القرن الماضي، كان المسرح في حالة سيئة، وكانت جدرانه الجصية تتداعى. قام المالك بتسليم المسرح إلى مدينة ديكالب. في عام 1978 اجتمعت مجموعة من المواطنين لإعادة وإنقاذ المسرح. عندما تم إدراج المسرح في السجل الوطني للأماكن التاريخية في عام 1980، تأهلت مجموعة الحفاظ على المسرح المصري (PET) للحصول على منحة قدرها 2.3 مليون دولار من ولاية إلينوي. سمحت هذه الأموال بالبدء في ترميم المسرح. كان من المقدر في ذلك الوقت أن هناك حاجة إلى 3.5 مليون دولار لترميم المسرح بالكامل. بسبب النقص، كان هناك العديد من المشاريع التي كان لا بد من قطعها، بما في ذلك إضافة تكييف الهواء الذي لم يكن المبنى موجودًا، ولا يزال غير موجود.
اعتبارًا من عام 2007، يتم تشغيل المسرح وتشغيله بواسطة PET. منظمة غير ربحية، تم تشكيلها في عام 1978 لإنقاذ المسرح من الدمار. منذ ترميم الثمانينيات، استضاف المسرح مجموعة متنوعة من الأفلام والأحداث. السرادق الحالي هو الرابع الذي يزين المسرح؛ تم تثبيته خلال ترميم عام 1982.
يمتاز ديكالب المصري بموسم مدته 42 أسبوعًا يضم حوالي 125 حدثًا سنويًا. يختصر الموسم المصري بفصل الصيف الحار في شمال إلينوي. المسرح لا يوجد به تكييف. في عام 2006، استخدمت المسرح أكثر من ثلاثين مجموعة مهنية بالإضافة إلى منظمات طلابية وأقسام جامعية من جامعة شمال إلينوي المجاورة.
ظهر العديد من الفنانين البارزين في المسرح المصري بما في ذلك جيرني مع خدعة رخيصة (من روك فورد) (1977)، آر إي إم (1984)، لوس لوبوس (1994)، توري أموس (1994)، غاليك ستورم (2003)، أمفري ماكجي (2008)، فرانك تورنر (2010)، السنوات العجيبة (2011)، آرون كارتر (2013)، ريك سبرينغفيلد (2013)، والممثل الكوميدي لويس بلاك (2015).
في يناير 2019، أعلن المدير التنفيذي أليكس نيراد أن المسرح سيخضع لتجديد بقيمة 5.5 مليون دولار، بما في ذلك إضافة مكيفات لحماية السلامة التاريخية للمبنى والتعديلات للوفاء بالمعايير التي حددها قانون الأمريكيين ذوي الإعاقة. يخطط مسؤولو المسرح لإعادة الافتتاح في عام 2020.

## هندسة عامة

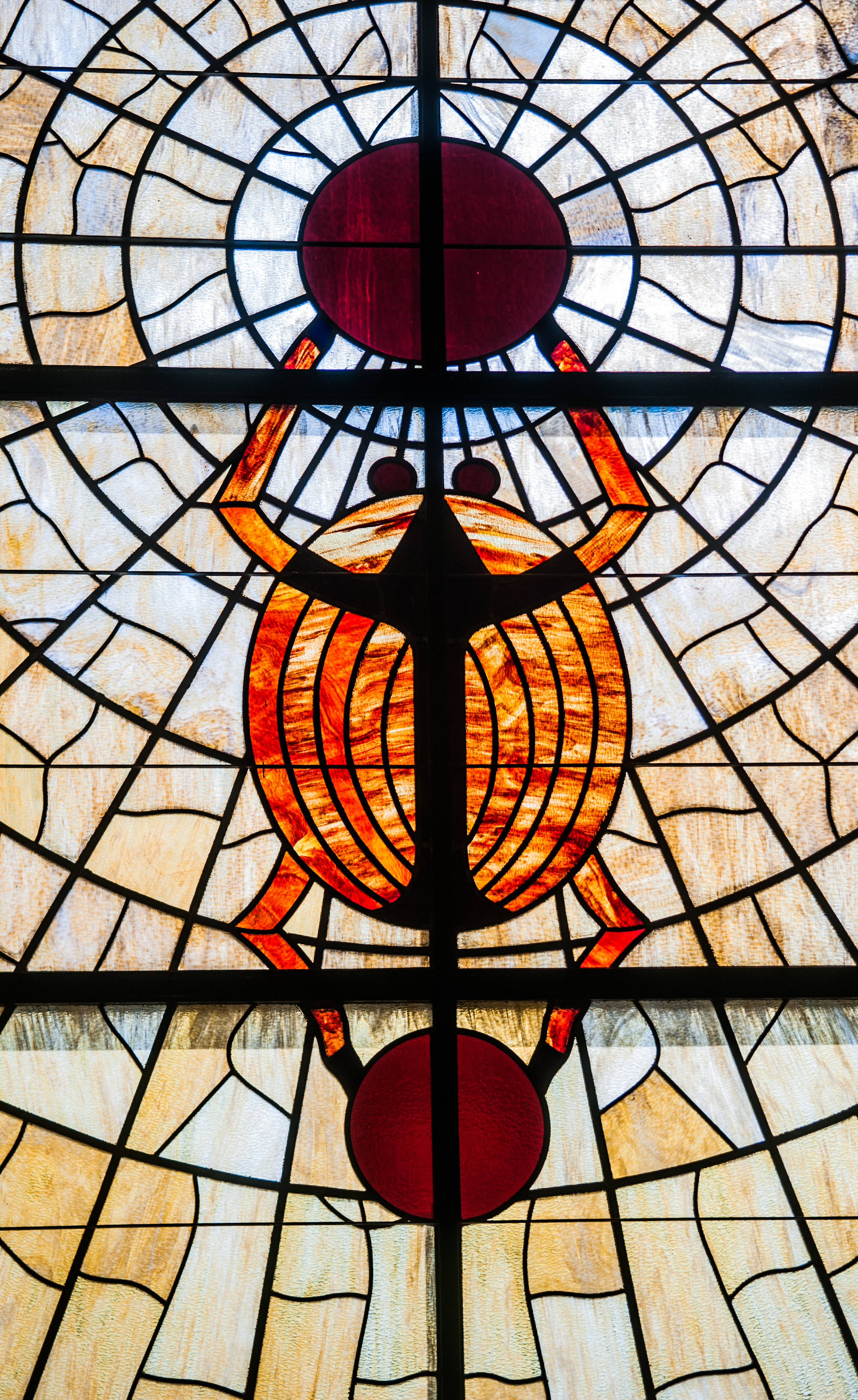
الجعران هو رمز مصري بارز في أعمال الزجاج المعشق على الواجهة الأمامية للمسرح.

على الرغم من أن مسرح ديكالب المصري هو واحد من ما يصل إلى مائة مسارح على الطراز المصري تم بناؤها خلال أوائل القرن العشرين، إلا أنه يُعتقد أنه واحد من ستة مسارح متبقية في الولايات المتحدة. هذا المسرح بالذات هو أكثر من مجرد خليط بسيط من الهيروغليفية والرموز المصرية. قام المهندس المعماري إلمر ف. بيرنس، وهو نفسه مهتم بعلم المصريات، بتصميم المسرح المصري في ديكالب ليكون له موضوع مركزي واحد. كان رسم بيرنس لديكالب المصري هو رسم الملك رمسيس الثاني.
الواجهة الخارجية مغطاة بطبقة من الطين الخفيف وتعرض نافذة زجاجية ملونة بارتفاع 20 قدمًا (6.1 م) تحمل رمز الجعران القديم. الجعران يحمل إله الشمس رع وهو يقف على قمة الأرض. إلى كل جانب من نافذة الزجاج الملون، تحمل واجهة المبنى اثنين من الملوك المصريين الضخام، بهدف «الحراسة» على مدخل المسرح. تم تصميم الواجهة الأمامية للمسرح بالكامل لتشبه بوابة معبد عظيم.
تهدف الردهة الخارجية الصغيرة إلى إثارة مشاعر دخول الغرفة الخارجية لمقبرة مصرية قديمة. جدران الردهة الخارجية مبنية من كتل ضخمة غير مزخرفة بسطح من الحجر الرملي الزائف. تم تزيين الجزء الأمامي من شباك التذاكر باللون الأحمر الداكن مع شروق ذهبي منقوش فوق النافذة. بعد الردهة الخارجية لمسرح ديكالب المصري، من خلال الأبواب الزجاجية وفي الردهة الرئيسية، تم الكشف عن الأرضية الأصلية المكسوة بالفسيفساء والسقف الشاهق البالغ 40 قدمًا (12.2 مترًا).
جدران الردهة الرئيسية من الجبس ذو اللون الكريمي، وتحيط بها ثمانية أعمدة وكرانيش مزينة بأزهار اللوتس الذهبية وأوراق النخيل. في أعلى الجدران، بين كل عمود، ستة جرارات كبيرة من الجبس الذهبي. تم تزيين الجرار ببراعم زهر اللوتس وأوراق النخيل أيضًا. يتوجان بتصميم مذهّب يضم أجنحة الصقر الممدودة وقرص الشمس المتشابك مع الثعابين الذهبية. تتكرر فكرة اللوتس على الشمعدانات الجدارية المصقولة أسفل الجرار وعلى الثريا المعلقة فوق مركز الجرار.سلم مزدوج يؤدي الدرج الموجود في نهاية الردهة الرئيسية إلى الطابق النصفي والشرفة.
من المفترض أن تشبه زخرفة وتخطيط القاعة فناءً مصريًا ملكيًا. في حين أن حجم المسرح مناسب، حيث يبلغ عرضه 35 قدمًا (10.7 م)، فإن مساحة الكواليس صغيرة جدًا نظرًا لاستخدامها الأصلي كمسرح فودفيل. عند افتتاح المسرح لأول مرة، كان يتسع لـ 1600 ضيف، ولكن نتيجة التجديد في الثمانينيات انخفض إلى 1483 مقعدًا. تمت إزالة أربعة مقاعد أخرى في أواخر عام 2000 للامتثال لقوانين الإعاقة. قاعة 1430 مقعدًا هي الأكبر في مقاطعة ديكالب.

## الدلالة
المسرح هو أحد المسارح المصرية القليلة المتبقية في الولايات المتحدة. اعتمادًا على التقديرات المستخدمة، هناك ستة أو أكثر من مسارح إحياء العمارة المصرية المتبقية في الولايات المتحدة. وصفت جمعية الشارع الرئيسي في إلينوي مبنى ديكالب المصري بأنه «أحد أعظم المباني في إلينوي». أُضيف المسرح المصري إلى السجل الوطني الأمريكي للأماكن التاريخية في 1 ديسمبر 1978